# Turku
 Der er for få eller ingen kildehenvisninger i denne artikel, hvilket er et problem. Du kan hjælpe ved at angive troværdige kilder til de påstande, som fremføres i artiklen.

Åbo (svensk: Åbo, finsk: Turku) er med sine ca. 175.000 indbyggere Finlands femtestørste by og residensby for Vestfinlands len. Omkring 5 % af byens indbyggere er svensksprogede. Byens sproglige status er "tosproget" med finsk som majoritetssprog.
Hvert år afholdes Åbo middelaldermarked i juli måned. Begivenheden tiltrækker op mod 180.000 gæster.

## Geografi
Åbo ligger ved kysten i det sydvestlige Finland ved floden Aura ås (sv) udmunding. Mod vest og syd er byen omgivet af Åbolands Skærgård, som omfatter over 20.000 øer.
Vintrene i Åbo er i modsætning til resten af Finland "milde" og somrene varmere, hvilket medfører at ædle løvtræer, som ellers er usædvanlige i Finland, vokser her. Specielt Runsala-øen har store egeskove.

## Historie
Åbo er en af Finlands seks middelalderbyer. Den blev grundlagt i 1200-tallet, og opførelsen af domkirken og Åbo Slot blev indledt i 1280'erne. Frem til 1812 var Åbo hovedstad i Finland, som frem til 1809 var en del af Sverige. I årene 1812-1819 flyttedes hovedstaden tættere på Rusland, til Helsingfors.
Tre fjerdedele af Åbo blev ødelagt ved en stor bybrand i 1827.
Åbo fejrer sit officielle 800-års jubilæum i 2029.

## Byvåben
Åbos byvåben går igen på et middelaldersegl fra 1309. Bogstavet A i gotisk form refererer til begyndelsebogstavet i byens latinske navn Aboa. Liljen er et symbol på jomfru Maria, som Åbo Domkirke er helliget. Hertugkronen kroner skjoldet, eftersom Egentliga Finlands landskabsvåben har ført en hertugkrone siden 1557, efter at datidens Finland blev forpagtet til hertug Johan i 1556.

## Lokale dagblade
- Åbo Underrättelser (svensksproget, Finlands ældste dagblad)
- Turun Sanomat (finsksproget, Finlands tredjestørste dagblad)

## Uddannelse
Det første universitet i Finland grundlagdes af Per Brahe den yngre i 1640. Efter at hovedstaden var blevet flyttet til Helsingfors i 1812 og branden i 1827, blev også universitetet flyttet til Helsinki for der at genopstå som Helsingfors Universitet.
I Åbo er der i dag tre universiteter, det svenske Åbo Akademi (grundlagt 1918) og de finske Åbo Universitet (grundlagt 1920) og Åbo Handelshøjskole (grundlagt 1950).

## Vigtigste bygninger
- Kakolafængslet
- Åbo Domkirke
- Åbo Slot

## Sport
- Fodbold: TPS og FC Inter, som spiller i Tipsligaen.
- Ishockey: TPS som spiller i FM-ligaen.
- Håndbold: HF ÅIFK, som 2011/2012 spelar i FM-ligaen.

## Natteliv
Åbo har et rigt natteliv, og man kan finde fulde klubber selv på hverdage. Blandt diskotekerne kan nævnes Marilyn, Vegas og Forte. Forte er specielt populært blandt lokale. I modsætning til mange danske diskoteker er der ofte et kasinohjørne i diskoteker i Abå, hvor man kan spille bl.a. Blackjack og Roulette. Aldersgrænsen er 18+
- Pyhän Katariinan kirken

60°27′06″N 22°16′01″Ø / 60.4517°N 22.2669°Ø